# ویکتور مینیبائف
ویکتور مینیبائف (روسی: Виктор Эдуардович Минибаев؛ زادهٔ ۱۸ ژوئیهٔ ۱۹۹۱) شیرجه‌رو اهل روسیه است.